# Acacia cana
Acacia cana — вид квіткових рослин з родини бобових. Ареал: Австралія (пн.-зх. Новий Південний Уельс, пд.-зх. Квінсленд).

## Екологія
Росте в лісах на піщаних ґрунтах.

## Біоморфологічна характеристика
Вид виростає приблизно до 6 метрів у висоту і є щільним чагарником, який часто описують як вузлуватий і деформований за формою. Це місцевий вид, який є багаторічною рослиною, яка виробляє 15–35 квіток від яскраво-жовтого до золотистого кольору, ці квіти починають з’являтися в серпні аж до жовтня. Філодії завдовжки 5–13 см, вкриті тонкими сріблястими волосками; листя тонкі довжиною 6 см і шириною 5 мм. Стручки злегка вигнуті, але тонкі, довжиною близько 10 см і вкриті тонкими волосками.

## Використання
Насіння, коріння та камедь акацій є видами аборигенних чагарників, які є дуже поживними джерелами їжі, які мають унікальний смак і забезпечують високий рівень білка, вуглеводів і клітковини та низький рівень жирів. Встановлено, що насіння акації мають шоколадний смак і найбільш відомі як інгредієнт для приготування хліба, тоді як коріння обсмажували перед вживанням, а гумку збирали та їли як закуску або поміщали у воду для приготування ароматного напою. Акації використовувалися не тільки як кущі, але й як деревина для певних знарядь аборигенів, наприклад, мисливських і рибальських списів. Інше використання цих місцевих кущів/дерев було для лікування головного болю, лихоманки та застуди.